# Среднее Бабаларово
Среднее Бабаларово (баш. Урта Баба) — село в Куюргазинском районе Республики Башкортостан Российской Федерации. Входит в состав Якшимбетовского сельсовета.

## География

### Географическое положение
Расстояние до:
- районного центра (Ермолаево): 40 км,
- центра сельсовета (Якшимбетово): 14 км,
- ближайшей ж/д станции (Ермолаево): 40 км.

## История
Ранее носила название Биккузино.  X ревизия перечислила сыновей Биккузи — 73-летнего Абдулкадыра, 69-летнего Альмухамета, 57-летнего Усмана, 54-летнего Магадия. В то время в деревне было 35 дворов, где жили по 128 мужчин и женщин. Население занималось главным образом полукочевым скотоводством.
В ходе подавления Крестьянской войны под предводительством Емельяна Пугачева войска генерала-карателя Фреймана были расположены на территории от д. Имангулово (Оренбургская область) до Стерлитамакской пристани. В д. Нижнее Бабаларово в октябре 1774 г. находились его казаки.

## Население
| 2002 | 2009 | 2010 |
| ---- | ---- | ---- |
| 77   | ↗79  | ↘64  |